# Cracker Barrel 400
Le Cracker Barrel 400 est une course automobile annuelle organisée par la NASCAR comptant pour le championnat des NASCAR Cup Series. 
Elle a lieu sur le Nashville Superspeedway à Lebanon dans l'État du Tennessee aux États-Unis. 
La première édition s'est déroulée en 2021 et est la première course de NASCAR Cup Series dans la région de Nashville depuis 1984.

## Caractéristiques
- Course :
  - Longueur : 400 milles (644 km)
  - Nombre de tours : 300
    - Segment 1 : 90 tours
    - Segment 2 : 95 tours
    - Segment 3 : 115 tours

- Piste :
  - Type :
  - Revêtement : béton
  - Longueur circuit : 1,333 milles (2,145 km)
  - Nombre de virages : 4
  - Inclinaison (Banking) :
    - Virages : 14°
    - Lignes droites : 14°

- Record du tour de piste : 23,271 secondes par Scott Dixon (Chip Ganassi Racing) en 2003 à l'occasion d'une course du championnat de Toyota IndyCar Series.

## Histoire
La dernière course de Cup Series dans la région de Nashville s'est déroulée en 1984 sur le circuit Fairgrounds Speedway (en),. Le Nashville Superspeedway avait été inauguré à Lebanon le 11 avril 2001 à l'occasion d'une course d'Xfinity Series en présence de Bill France Jr., président de la NASCAR qui y avait d'ailleurs honoré les pilotes Dale Earnhardt, Bobby Hamilton (en), Sterling Marlin et Darrell Waltrip.
Le circuit possédait 50 000 places assises ce qui était considéré comme insuffisant pour une course de NASCAR Cup Series même si le président de la société Dover Motorsports (en), Denis McGlynn, avait signalé en 1999 que les places pourraient être doublées voir triplées si le circuit se voyait attribué une course de Cup Series. Pendant les années 2000, le circuit voit se dérouler des courses de NASCAR Craftsman Truck Series, d'ARCA Re/Max Series et d'IndyCar Series
. Cependant les assistances n'y sont pas extraordinaires et le circuit perd l'organisation des courses de NASCAR,.
Le circuit de Nashville après cette période n'est plus utilisé que pour des tests ou expériences de conduite de voitures de série et sert d'aire de stockage de voitures par Nissan, le constructeur ayant une usine à Smyrna, ville située à proximité. La société Dover Motorsports met alors le circuit en vente mais ne trouve pas d'acquéreur. À partir de 2019, des discussions ont lieu et portent sur le fait que la NASCAR Cup Series pourrait retourner au Fairgrounds Speedway, la société Speedway Motorsports promettant de promouvoir l'événement. 
Les autres grandes compétitions de NASCAR, les Xfinity Series et les Camping World Truck Series de l'époque, s'y étaient déroulées pour la dernière fois en 2000. Cependant, le 3 juin 2020, à la surprise générale, la société Dover Motorsports annonce que le superspeedway serait présent dans le calendrier 2021 de la NASCAR Cup Series (en remplacement de la course initialement prévue sur le Dover International Speedway),, et que des négociations se poursuivaient pour une autre course peut-être déjà en 2012.
Le 19 janvier 2021, la société Ally Financial annonce qu'elle a acquis les droits du nom de la course de 2021, celle-ci étant dès lors dénommée Ally 400. Une course d'Xfinity Series et de Camping World Truck Series auront également lieu le même weekend,. La course de Cup Series sera retransmise par NBCSN.

## Logo

Logo 2021-2024.
Logo 2025

## Palmarès
| Année | Date     | N° | Pilote        | Écurie               | Châssis   | Course | Course                     | Course          | Course            | Note   |
| ----- | -------- | -- | ------------- | -------------------- | --------- | ------ | -------------------------- | --------------- | ----------------- | ------ |
| Année | Date     | N° | Pilote        | Écurie               | Châssis   | Tours  | Miles (km)                 | Durée           | Moyenne (miles/h) | Note   |
| 2021  | 20 juin  | 5  | Kyle Larson   | Hendrick Motorsports | Chevrolet | 300    | 400 milles (643,738 km)    | 3 h 30 min 23 s | 113,792           | [ 16 ] |
| 2022  | 26 juin  | 9  | Chase Elliott | Hendrick Motorsports | Chevrolet | 300    | 400 milles (643,738 km)    | 3 h 35 min 15 s | 111,220           | [ 17 ] |
| 2023  | 25 juin  | 1  | Ross Chastain | Trackhouse Racing    | Chevrolet | 300    | 400 milles (643,738 km)    | 3 h 00 min 07 s | 132,914           | [ 18 ] |
| 2024  | 30 juin  | 22 | Joey Logano   | Team Penske          | Ford      | 331*   | 441,223 miles (705,956 km) | 4 h 03 min 54 s | 108,298           | [ 19 ] |
| 2025  | 1er juin | 12 | Ryan Blaney   | Team Penske          | Ford      | 300    | 400 (643,736)              | 3 h 05 min 29 s | 129,068           | [ 20 ] |

Notes  :
- 2024 : Course prolongée à la suite de drapeaux jaunes lors des derniers tours (5 prolongations).

## Pilotes vainqueurs
| Nb. | Pilote        | Saison(s) |
| --- | ------------- | --------- |
| 1   | Ryan Blaney   | 2025      |
| 1   | Ross Chastain | 2023      |
| 1   | Chase Elliott | 2022      |
| 1   | Kyle Larson   | 2021      |
| 1   | Joey Logano   | 2024      |

## Écuries gagnantes
| Nb. | Équipe               | Année(s)   |
| --- | -------------------- | ---------- |
| 1   | Hendrick Motorsports | 2021, 2022 |
| 1   | Team Penske          | 2024, 2025 |
| 2   | Trackhouse Racing    | 2023       |

## Victoires par manufacturiers
| Nb. | Manufacturier | Saison(s)        |
| --- | ------------- | ---------------- |
| 1   | Chevrolet     | 2021, 2022, 2023 |
| 2   | Ford          | 2024, 2025       |